# Zibo
Zibo (in cinese 淄博; in pinyin Zībó) è una città della Cina nella provincia dello Shandong.

## Geografia antropica

### Suddivisioni amministrative
- Distretto di Zhangdian (张店区)
- Distretto di Zichuan (淄川区)
- Distretto di Boshan (博山区)
- Distretto di Linzi (临淄区)
- Distretto di Zhoucun (周村区)
- Contea di Huantai (桓台县)
- Contea di Gaoqing (高青县)
- Contea di Yiyuan (沂源县)

## Storia
A partire dall'8 d.C. e per oltre 600 anni Zibo fu la capitale dello Stato di Qi. La città divenne famosa per la produzione di ceramiche e di lacche.

## Monumenti e luoghi d'interesse
- Casa di Pu Songling: nel distretto di Zichuan si trova la casa in cui Pu Songling (1640-1715) scrisse la raccolta Racconti straordinari dello studio Liao (Liaozhai Zhiyi). Visse in queste casa fino all'età di 30 anni, per poi ritornarvi quando ne aveva 71. Un padiglione contiene documenti ed informazioni varie sulla vita e sulle opere dello scrittore.

- Rovine della capitale dello Stato di Qi

- Tombe: nelle campagne attorno a Zibo si possono trovare oltre 100 tombe risalenti al periodo Qi, tra le maggiori vi sono le Tombe dei due Re (Erwang Zong), dove si trovano sepolti i due duchi Huan (regnante tra il 685 a.C. ed il 643 a.C.) e Jinggong (regnante tra il 547 a.C. ed il 490 a.C.). Altra tomba da ricordare quella di Guan Zhong (morto nel 645 a.C.).